# Das dunkle Jahrhundert
Das dunkle Jahrhundert ist ein Romanzyklus der australischen Historikerin und Autorin Sara Douglass. Der deutsche Titel bezieht sich auf die Zeit des Mittelalters, in der die Handlung spielt: dem ausgehenden 14. Jahrhundert. Geschildert wird der Weg des Mönches Thomas Neville, einem englischen Adligen, im Kampf gegen Dämonen, die die Kirche und die Menschheit bedrohen.

## Buchveröffentlichung
Der englische Originaltitel der Reihe lautet The Crucible und ist in 3 Bänden (The Nameless Day, The Wounded Hawk und The Crippled Angel) in den Jahren 2000 bis 2002 erschienen. Die deutsche Ausgabe folgt dieser Systematik nicht ganz, jedes der (voraussichtlich) 6 Bücher hat einen eigenen Titel, der Titel des Zyklus wird als Untertitel Das dunkle Jahrhundert geführt und von 1 an durchnummeriert. Bisher sind auf Deutsch die Bücher 1–4 in den Jahren 2008 bis 2009 im Piper Verlag erschienen, der 3. Originalband liegt bisher nicht in deutscher Fassung vor.
Die deutschen Titel lauten:
1. Hüter der Macht (ISBN 978-3-492-70162-4)
2. Tochter des Krieges (ISBN 978-3-492-70163-1)
3. Diener des Bösen (ISBN 978-3-492-70164-8)
4. Gesandter des Teufels (ISBN 978-3-492-70165-5)

## Historischer Hintergrund
Die Autorin hat als promovierte Historikerin, zuletzt als Dozentin für mittelalterliche europäische Geschichte tätig, die historischen Zusammenhänge der Zeit in die Handlung miteinbezogen. So entsprechen auch die Beziehungen und Lebensläufe der Hauptpersonen (z. B. Johann von Gent, Eduard III., Richard II., Johanna von Kent, Johann II., Étienne Marcel, Ralph Neville, Karl V., Philipp von Navarra, der Schwarze Prinz, John Wyclif) meist den historischen Erkenntnissen. Sara Douglass vermerkt in einem Nachwort, dass sie aus dramaturgischen Gründen die Person der Jeanne d’Arc um einige Jahrzehnte vorverlegt in die Handlung eingesetzt hat.

## Inhalt der bisher veröffentlichten deutschen Ausgabe

### Prolog
Seit Jahrhunderten wird von Papst zu Papst das Geheimnis um die Beherrschung der Dämonen weitergegeben. Einem durch Berufung eines Papstes ernannten Mönch wird die Lebensaufgabe erteilt, als „Hüter des Tores zur Unterwelt“ zu agieren. Seine Aufgabe ist es, zu einem bestimmten Zeitpunkt im Jahr mittels einiger Zauberformeln, in einem Buch niedergeschrieben, das Tor zu öffnen und die in der irdischen Welt lebenden Dämonen zum Übertritt in die Hölle zu zwingen. Nach dem Tode dieses Mönches wird ein neuer Hüter vom Papst ernannt, der ihn persönlich in das Geheimnis und den Ritus einweist.

### Buch 1 bis 4
Die Buchreihe beginnt mit der Schilderung der geheimen Reise des englischen Dominikaners Wynkyn de Worde von seinem römischen Kloster in die Nähe von Nürnberg, wo sich das Tor befindet, um dort seiner Aufgabe nachzukommen. In Europa herrscht die Pest, die auch den Hüter des Tores befällt und er hochfiebernd es zum letzten Mal schafft, die Dämonen zu verbannen, bevor er vor Ort stirbt. Das Buch der Zaubersprüche wird durch ihn vorher, im Wissen um seinen nahenden Tod, an sein Heimatkloster in England zurückgesandt, damit es Fremden nicht in die Hände fallen kann. Durch die Umbrüche dieser Zeit und die Ausrufung von Gegenpäpsten kann das geheime Wissen nicht weitergegeben werden und die Stelle des Hüters bleibt vakant. Jahrzehnte später erscheint dem im gleichen Kloster in Rom lebenden Dominikaner Thomas Neville der Erzengel Michael, der ihn beauftragt, das verschollene Buch zu finden und den Kampf gegen die immer mächtiger werdenden Dämonen aufzunehmen. Thomas war ein erfolgreicher englischer Lord aus berühmter und einflussreicher Familie gewesen, der von Kindheit an mit Mitgliedern weiterer, mächtiger englischer Familien, auch aus verschiedenen Königshäusern, aufgewachsen ist und deren späterer Kampfgefährte in vielen Kriegszügen war. Er liebte eine verheiratete Frau, die auch ein Kind von ihm erwartete, dessen Vaterschaft er aber aus Gründen der Ehre nicht anerkennen konnte. Vor die Entscheidung des Ehrverlustes gestellt, sagt er sich von dieser Verbindung los, mit der Folge, dass sich die schwangere Frau mit der ehelichen Tochter das Leben nimmt und er damit große Schuld auf sich geladen hat. Dadurch traf er den Entschluss, dem weltlichen Leben zu entsagen und dem Dominikanerorden beizutreten. Neville ist ein konservativer Verfechter der Amtskirche, der auch einem Streit darüber nicht aus dem Wege geht. Er nimmt nach der Erscheinung des Engels die Spur seines Vorgängers als Hüter des Tores auf, wird aber von Anfang an von Dämonen in menschlicher Gestalt begleitet, die ihn zu manipulieren suchen. Durch die nicht vom Prior seines römischen Klosters genehmigte Abreise zieht er sich den Zorn des englischen Ordensgenerals Richard Thorseby zu, dessen Wut und Wunsch nach Rache für die als Schmähung angesehene Ungehorsamkeit ihn mehrfach im Verlaufe der Handlung trifft. Auf dem Weg nach England gerät er in die Wirrungen des Hundertjährigen Krieges, wo er zum einen auf seine alten Kampfgefährten, aber auch auf eine ihm in einer Prophezeiung genannten Frau trifft, die in einem, zunächst verborgen bleibenden, Auftrag seine Liebe sucht. Thomas kann den Anforderungen seines Mönchslebens in Bezug auf seine alten Freundschaften und seine Liebe zu Margaret, der Frau aus der Prophezeiung, nicht mehr gerecht werden und kehrt in sein altes Leben zurück. Er heiratet Margaret, die von ihm, einige Zeit bevor er sie kennengelernt hat, mit Hilfe von Dämonen in wundersamer Weise schwanger wurde. Er muss sein Vorhaben des geheimen Buches habhaft zu werden, immer wieder zurückstellen, da er ohne Aussicht ist, zunächst nach England zu kommen. Eine weitere ihm gemachte Prophezeiung sagt einerseits, dass ein Dämonenkönig auf den englischen Thron gelangen wird, welches es zu verhindern gilt, andererseits, dass der Kampf gegen die Dämonen letztlich von der Liebe zu einer Frau abhängig sein wird. In abenteuerlichen Umwegen gelangt Thomas mit Margaret im Kreise seiner Freunde, vor allem mit Hal (Heinrich) Bolingbroke, dem er sich in seinem Kampf gegen die Dämonen anvertraut hat, nach England zurück und erhält aus Dankbarkeit des Herzog von Lancasters, des Vaters seines Freundes, einige Lehen verliehen, um sich und seine Familie ernähren zu können, da er mit dem Ordenseintritt seine Besitztümer abgegeben hatte. Margaret hat die auf wundersame Weise gezeugte Tochter entbunden und offenbart sich ihrem Mann, dass sie ein Engel sei, der im Auftrag Jesu unterwegs sei, um das Gebot der Liebe zu erfüllen. Nach dem Tode Eduards III. wird zunächst sein Enkel Richard II. der neue König, der durch sein unglückliches Verhalten rasch als der prophezeite Dämonenkönig gilt. Unter dem Einfluss von Hal Bolingbroke, der auch ein zunächst unerklärt gelassenes, sehr enges Verhältnis zu Thomas’ Frau Margaret unterhält, erklärt sich Thomas Neville bereit, den Sturz des amtierenden Königs mitzubetreiben. Parallel dazu werden die Umtriebe einiger, der römischen Kurie abtrünnigen, Theologen, wie z. B. John Wyclif beschrieben, die eine Verantwortung der Menschen nur vor Gott und u. a. eine Abschaffung der Leibeigenschaft, Verzicht auf übermäßige Steuern fordern. Der dadurch herbeigeführte Bauernaufstand wird vom König brutal niedergeschlagen, was ihm, wie Fehlschläge beim Feldzug in Frankreich, weiteren Ansehensverlust einbringt. Bolingbroke kann viele der einflussreichen Herzöge auf seine Seite bringen, die dann ein Heer aufstellen und König Eduard in eine Falle locken. Eduard III. wird im Kampf von Bolingbroke, der sich als Dämon entpuppt, festgenommen. Auch Bolingbroke offenbart sich Thomas als Engel und erklärt ihm, dass er und Margaret Geschwister seien, der gemeinsame Vater sei der Erzengel Michael. Dämonen seien nichts anderes, als die Kinder von Engeln mit irdischen Frauen, denen die Engel im Traum erscheinen und die Frauen dann schwängern. Ihr Auftrag sei es tatsächlich, die Liebe und Freiheit der Menschen herbeizuführen, wie es Jesus gepredigt habe. Nach dem Tode Jesu sei dieser als Gefangener im Himmel festgehalten, um dem „wahren Glauben“ (des alttestamentlichen Gottes) nicht weiter entgegenwirken zu können. Zugleich übergibt Bolingbroke Thomas das in seinen Besitz genommene geheime Buch der Zauberformeln mit der Bemerkung, nun müsse er, Thomas, entscheiden, auf welcher Seite er stehe. Durch Beschluss des Kronrates wird Bolingbroke als König Heinrich IV. proklamiert. Thomas hätte als Teilnehmer an der Proklamations- und Krönungszeremonie sein Veto einlegen können, unterlässt es jedoch. Damit ist der wahre Dämonenkönig auf dem Thron Englands. Unmittelbar nach der Krönung erscheint der Erzengel Michael den beiden und droht dem neuen König seinen Kampf an.
Da der Legende nach auch Jeanne d’Arc durch Erscheinungen der Erzengel geleitet wurde, wird ihre Aktivität mit Einfluss auf den Dauphin Karl, dessen Thronfolge von verschiedener Seite angezweifelt wird, in die Zeit der Handlung heineingewoben.

### Ausblick auf Folgebücher
In einem Ausblick auf den 5. Band wird die weitere Handlung angedeutet: in Frankreich geht es um Zweifel von Jeanne d’Arc an ihrer Mission sowie um weitere Ränkespiele um die Thronfolge. In England geht das Gerücht, dass der abgesetzte (und später in seiner Gefangenschaft getötete) alte König weiter leben soll und damit den Anspruch Heinrich IV. auf den Thron streitig machen könnte. So kommt auch der düpierte Ordensgeneral wieder ins Spiel, der Mitstreiter zur Enthebung Heinrichs IV. sucht.